# Man to Man (film 2005)
Man to Man è un film del 2005 diretto da Régis Wargnier.

## Trama
Nel tentativo di illustrare il legame tra uomo e scimmia alcuni antropologi catturano dei pigmei per studiarli in Europa.